# Compte rendu de réunion
Pour les articles homonymes, voir CRR.
Le compte rendu de réunion (en management, abrégé en C.R.R.) est le résumé des échanges et discussions observés lors d'une assemblée ou d'une réunion, ainsi que des décisions prises et des actions lancées à cette occasion.
Certains types de réunion exigent un formalisme particulier, assemblée d'actionnaires, conseil d'administration, comité social et économique, associations diverses,etc.
En dehors de ces cas, la réunion sous ses différentes formes est un mode d'échange très répandu en entreprise. Une réunion est considérée comme réussie quand elle est suivie rapidement d'un compte rendu, rapidement diffusés en clair dans la répartition des rôles sur qui fera quoi, pour quand (plan d'actions) ? Le compte rendu de réunion précise :
- les participants à la réunion
- les absents de la réunion (éventuellement en indiquant les personnes excusées)
- les autres personnes intéressées par les décisions de la réunion (destinataire en copie « pour information »)
- le lieu de la réunion ou le mode de réunion
- la date de réunion
- l'objet de la réunion
- le nom du rédacteur du compte rendu

- pour chaque point abordé :
  - un résumé de chaque intervention
- les actions décidées lors de la réunion, affectées à l'un ou l'autre des participants, avec un objectif de date de réalisation
- un résumé des décisions prises
- la conclusion

Le terme de minutes est parfois utilisé en français pour désigner un compte-rendu restituant davantage la chronologie d'une réunion, avec les différents échanges auxquels elle a donné lieu, qu'une véritable synthèse de cette dernière.